# لیشووولکا
لیشووولکا (به لاتین: Lisiowólka) یک روستا در لهستان است که در گمینا ووخنگ واقع شده‌است.